# Brahemyia lobata
Brahemyia lobata är en tvåvingeart som beskrevs av Cook 1956. Brahemyia lobata ingår i släktet Brahemyia och familjen dyngmyggor. Inga underarter finns listade i Catalogue of Life.